# Renan Lodi
Renan Augusto Lodi dos Santos (født 8. april 1998) er en brasiliansk fodboldspiller, som spiller venstre back for den spanske fodboldklub, Atlético de Madrid. 
Renan Lodi blev født d. 8 april 1998 i den brasilianske by Serrana, São Paulo. Han skiftede som 14-årig i 2012 til Athletico Paranaense ungdomsafdeling. Han debuterede for førsteholdet i den bedste brasilianske liga, Série A, d. 14 oktober 2016 i en kamp mod Grêmio. 
Renan Lodi spillede 30 kampe og scorede 1 mål for Athletico Paranaense indtil han d. 7. Juli 2019 skiftede til den spanske hovedstadsklub, Atlético de Madrid, hvor han skrev en 6 årig kontrakt indtil 30. juni 2025. 
Renan Lodi debuterede for Atlético Madrid d. 18. august i en La Liga kamp mod Getafe på Wanda Metropolitano. Han blev udvist efter 42 min efter at have fået 2 gule kort. 
Han spillede i sæsonen 2019/2020 43 kampe i alt for Atlético Madrid, hvor det blev til 1 mål og 3 oplæg. 
Renan Lodi debuterede på det brasilianske fodboldlandshold d. 10. oktober 2019 i en kamp mod Senegal. Han står pr. 22 januar 2021 noteret for 8 brasilianske landskampe.